# Cap de l'Orri Vell
El Cap de l'Orri Vell és una muntanya de 2.013 metres que es troba al municipi de Farrera, a la comarca del Pallars Sobirà.